# Anežka z Lichtenburka
Anežka z Lichtenburka († 16. červenec 1370) byla česká šlechtična z rodu Lichtenburků, provdaná slezská kněžna, manželka minsteberského knížete Mikuláše Malého.

## Život
Anežka je považována za dceru Hynka (Heimana) Žlebského z Lichtenburka († 2. listopadu 1351) a jeho manželky Anežky z Landštejna († 1370).
Anežka měla starší sestry Markétu († okolo 1367), manželku Henslina z Třemešína († 1361), která se po jeho smrti stala klariskou v Českém Krumlově, a Alžbětu, manželku královského šenka Bočka z Kunštátu († 1373), který byl předkem krále Jiřího z Poděbrad.

### Manželství a potomstvo
Anežka se manželkou minstrberského (Minstrberk [dnes Ziębice] byl jedním ze slezských knížectví) knížete Mikuláše stala nejpozději v roce 1343. Po smrti manžela 23. května 1358 spoluvládla se svými syny. Titulovala se toho času kněžna slezská a paní na Střelíně.
Anežka a Mikuláš Malý měli šest dětí:
- Anna, manželka mazovského kníže Semovíta III.
- Boleslav III. Minstrberský
- Jindřich I. Minstrberský
- Anežka, klariska v Střelíně
- Guta, klariska a abatyše ve Vratislavi
- Kateřina, klariska ve Střelíně